# Liciszewy
Liciszewy – wieś w Polsce położona w województwie kujawsko-pomorskim, w powiecie toruńskim, w gminie Czernikowo.
W latach 1975–1998 miejscowość administracyjnie należała do województwa włocławskiego. Według Narodowego Spisu Powszechnego (III 2011 r.) liczyła 272 mieszkańców. Jest jedenastą co do wielkości miejscowością gminy Czernikowo.

## Historia
Wieś założona zapewne w XVII wieku. Właściwa pierwsza nazwa tej wsi to Licieszewy, a niemiecka to Lietzengrund która z biegiem czasu uległa zmianie i funkcjonuje w dokumentach jako Liciszewy. Znajduje się w niej niewielkie jezioro polodowcowe a wokół wsi jest ich kilka. Obecnie miejscowość należy do parafii Mazowsze.

## Cmentarz ewangelicki
We wsi znajduje się również cmentarz ewangelicki założony między 1775 a 1783 roku przez osadników sprowadzonych przez właścicieli Mazowsza. W 2009 roku z inicjatywy Czernikowskiego Stowarzyszenia na rzecz Kultury i Sportu Czyż Nie, w ramach akcji Tak Trzeba cmentarz został poddany renowacji. Odsłonięto i zakonserwowano zachowane nagrobki i uprzątnięto teren cmentarza.